# ケート・ペルジーニ
ケート・ペルジーニ（Kate Perugini、Catherine Elizabeth Macready Perugini、旧姓は Dickens、1839年10月29日 - 1929年5月9日）はイギリスの画家である。作家、チャールズ・ディケンズの娘である.。

## 略歴
ロンドンで、チャールズ・ディケンズとその妻キャサリンとの間に生まれた。ディケンズの末娘で、兄弟たちの話によればお気に入りの娘で、ケートやケーティの愛称で呼ばれた。激しい気性から"Lucifer Box"の仇名もあった。
12歳から女性のために作られたベッドフォード・カレッジで絵画を学んだ。

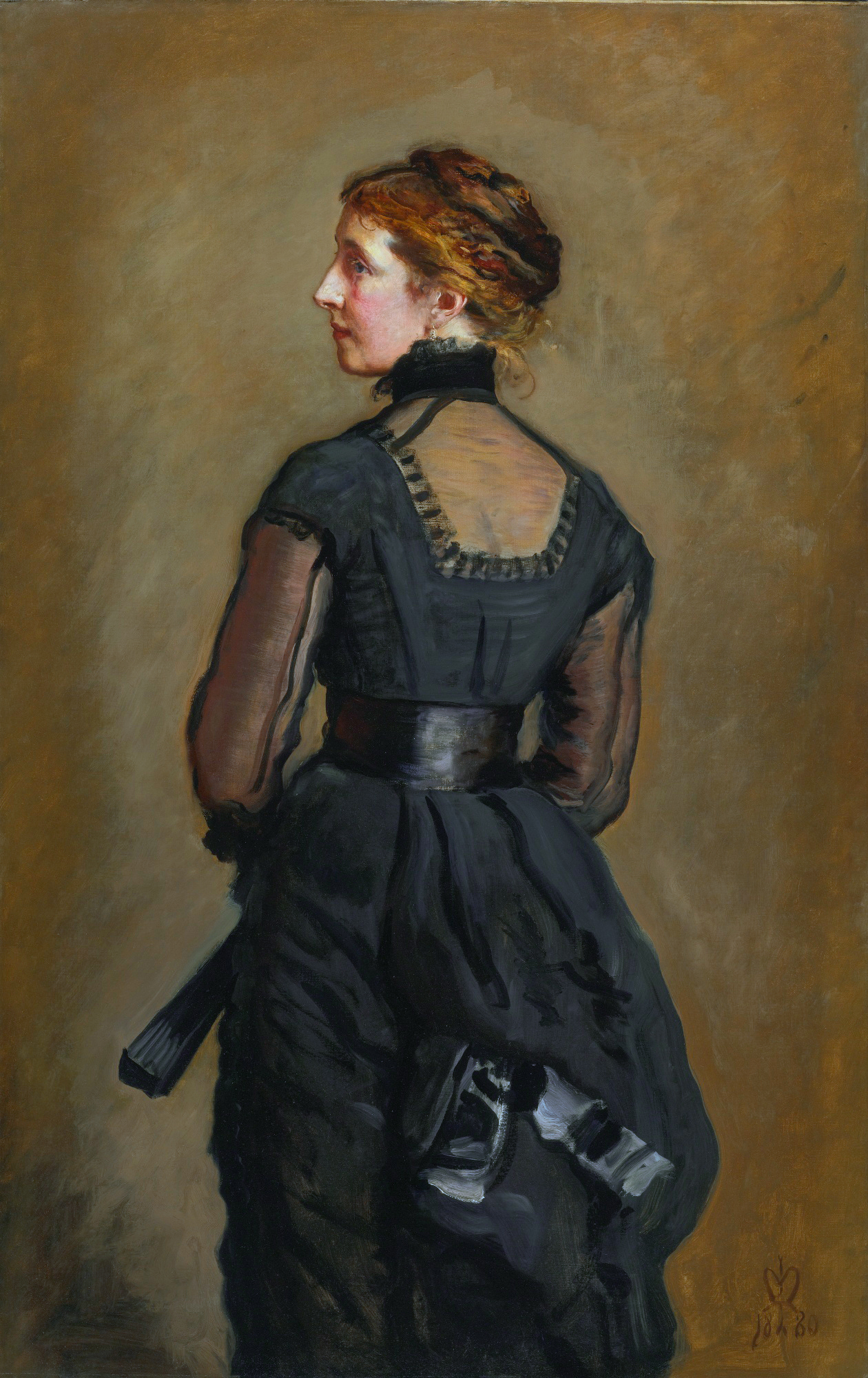
ジョン・エヴァレット・ミレー作、『ケート・ペルジーニの肖像画』(1880)

子供時代から、家族と各地を旅し、芝居好きの父親が作ったアマチュア劇団に出演し、1857年にはヴィクトリア女王の前で、ウィルキー・コリンズ作の戯曲「The Frozen Deep」の公演に出演したこともあった。1858年に両親は別居し、子供たちは父親のもとに残った。ディケンズと女優のエレン・ターナンとの不倫か、ディケンズ家に同居して家事をしていた妻の妹のジョージナ・ホガースと妻との対立が別居の原因とされる。
1860年にウィルキー・コリンズの弟で画家、作家のチャールズ・オルストン・コリンズと結婚した。1873年に最初の夫は癌で病没するが、それ以前から、画家のヴァレンタイン・キャメロン・プリンセプと恋愛関係にあったとされる。夫が亡くなってすぐ、イタリア出身で有名な画家フレデリック・レイトンの弟子であった画家、チャールズ・エドワード・ペルジーニと結婚した。
肖像画家（人物画家）として活動し、子供の肖像画を得意とした。1877年からロイヤル・アカデミー・オブ・アーツの展覧会に出展を始め、王立水彩画家協会や婦人芸術家協会（当時の名称はSociety of Lady Artists、後のSociety of Women Artists ）の展覧会にも出展した。
文学者のジェームス・マシュー・バリーやジョージ・バーナード・ショーらと親交を結んだ。有名な肖像画家のジョン・エヴァレット・ミレーにはケート・ペルジーニをモデルにした作品がある。
2度目の夫が1918年に亡くなった後、1929年に89歳で亡くなった。

## 作品

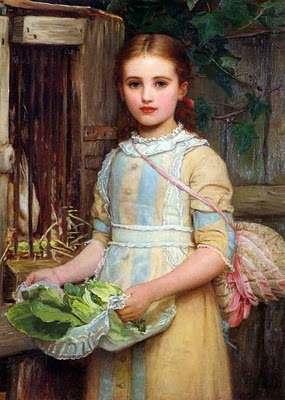
Agnes Pheobe Burra
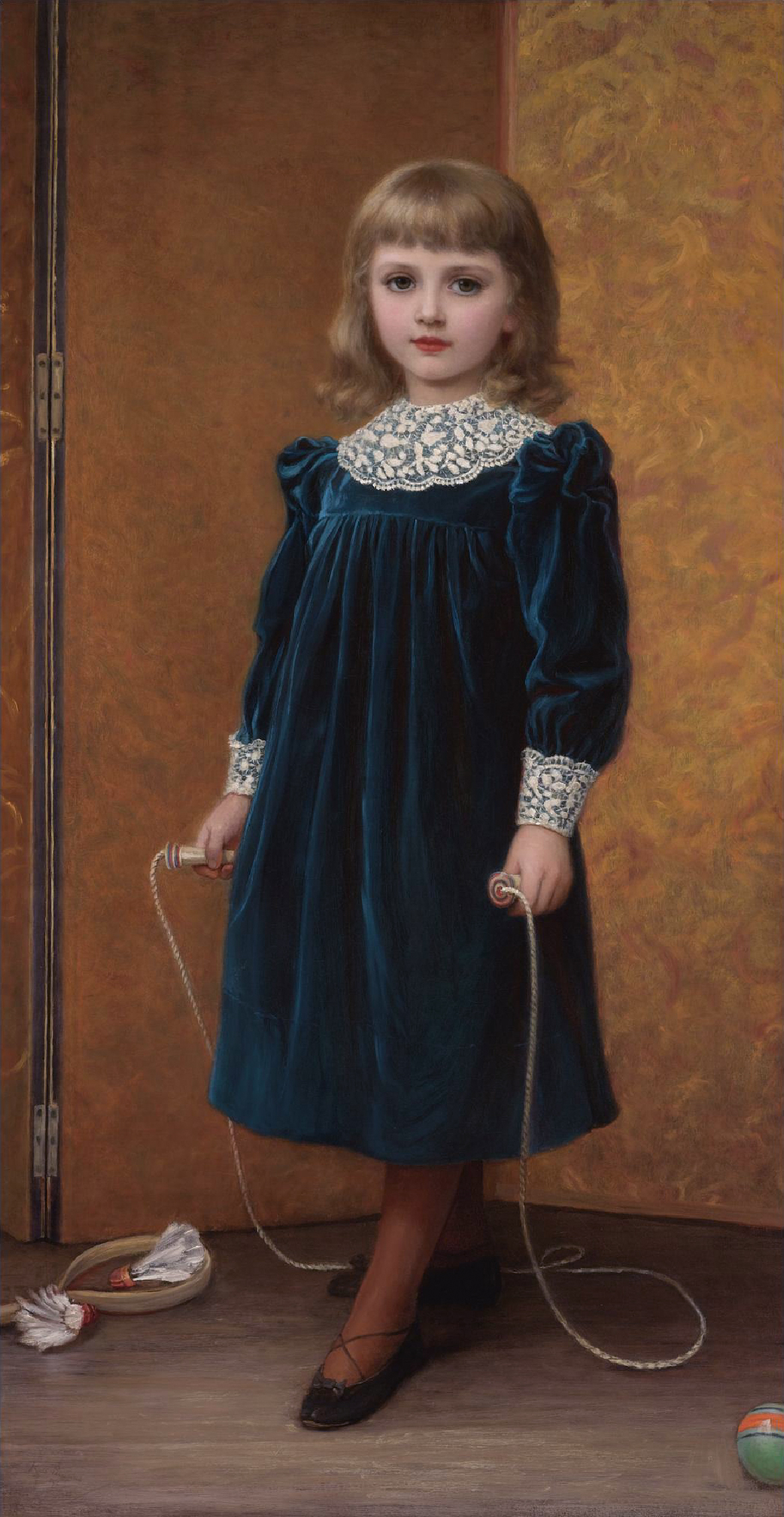
Dor